# Amleto Frignani
Amleto Frignani (né le 5 mars 1932 à Carpi, dans la province de Modène en Émilie-Romagne et mort le 2 mars 1997 à Fresno en Californie, aux États-Unis) était un footballeur italien des années 1950, évoluant à un poste de milieu de terrain.

## Biographie
Il fut international italien à 14 reprises (1952-1957) pour 6 buts. 
Il inscrit en éliminatoires de la Coupe du monde de football 1954, un but au match aller et un au retour contre l'Égypte, permettant de se qualifier. Il participe à la phase finale en Suisse.
Il joue deux matchs titulaires (Belgique et Suisse), ne jouant pas le premier match. Il inscrit un but à la 58e minute contre la Belgique (4-1). L'Italie fut éliminée au 1er tour.
Son dernier match avec l'Italie fut joué en 1957 contre l'Irlande du Nord, dans le cadre des éliminatoires de la Coupe du monde de football 1958, où l'Italie ne se qualifia à la surprise générale.
Il joua tout d'abord dans des clubs de divisions inférieures (Carpi FC 1909 et Reggiana AC), avant de jouer en Série A au Milan AC, à l'Udinese Calcio et pour finir à Genoa CFC. 
Il remporta une Série A en 1955, une Série B en 1962, la Coupe des Alpes en 1962 (en battant Grenoble en finale) et la Coupe Latine de football en 1956, battant en finale Athletic Bilbao. Il fut finaliste de cette compétition en 1953, battu par le Stade de Reims.

## Clubs
- 1949-1950 : Carpi FC 1909
- 1950-1951 : Reggiana AC
- 1951-1956 : Milan AC
- 1956-1957 : Udinese Calcio
- 1957-1962 : Genoa CFC

## Palmarès
- Championnat d'Italie de football
  - Champion en 1955
  - Vice-champion en 1952 et en 1956
  - Troisième en 1953 et en 1954
- Série B
  - Vainqueur en 1962
- Coupe Latine de football
  - Vainqueur en 1956
  - Finaliste en 1953
- Coupe des Alpes
  - Vainqueur en 1962